# Théorème de l'espérance totale
Le théorème de l'espérance totale est une proposition de la théorie des probabilités affirmant que l'espérance de l'espérance conditionnelle de X sachant Y est la même que l'espérance de X.
Précisément, si
- X est une variable aléatoire intégrable (c'est-à-dire, une variable aléatoire avec E( | X | ) < {\displaystyle +\infty }),
- Y est une variable aléatoire quelconque (donc pas nécessairement intégrable),
- Et X et Y sont définies sur le même espace probabilisé,

on a alors le résultat suivant :
{\displaystyle \operatorname {E} (X)=\operatorname {E} (\operatorname {E} (X\mid Y))}.

## Propriétés

### Caractérisation de l'espérance conditionnelle
L'espérance conditionnelle E(X|Y) est elle-même une variable aléatoire, dont la valeur dépend de la valeur de Y. À noter que l'espérance conditionnelle de X sachant l'événement [Y = y] est une fonction de y. Si on note E(X|Y = y) = g(y), alors la variable aléatoire E(X|Y) est tout simplement g(Y).

### Dans le cas d'une partition
Un cas particulier de ce résultat est que, si les événements {\displaystyle A_{1},A_{2},...,A_{n}} forment une partition (c'est-à-dire que ces événements sont deux à deux disjoints et que leur union forme l'univers), alors on a :
{\displaystyle \operatorname {E} (X)=\sum _{i=1}^{n}{\operatorname {E} (X\mid A_{i})\operatorname {P} (A_{i})}.}

## Un exemple illustratif
Supposons que deux usines fabriquent des ampoules électriques. Les ampoules de l'usine X ont une durée de vie de 5000 heures, alors que ceux de l'usine Y fonctionnent en moyenne pendant 4000 heures. On dit que l'usine X fournit 60 % de toutes les ampoules disponibles. Combien de temps peut-on espérer qu'une ampoule achetée durera ?
En utilisant le théorème de l'espérance totale, on a :
{\displaystyle \operatorname {E} (L)=\operatorname {E} (L\mid X)\operatorname {P} (X)+\operatorname {E} (L\mid Y)\operatorname {P} (Y)={\frac {6}{10}}\times 5000+{\frac {4}{10}}\times 4000=4600}
où
- {\displaystyle \operatorname {E} (L)} est la durée de vie espérée de l'ampoule;
- {\displaystyle \operatorname {P} (X)={6 \over 10}} est la probabilité pour que l'ampoule achetée ait été fabriquée par l'usine X;
- {\displaystyle \operatorname {P} (Y)={4 \over 10}} est la probabilité pour que l'ampoule achetée ait été fabriquée par l'usine Y;
- {\displaystyle \operatorname {E} (L\mid X)=5000} est la durée de vie espérée d'une ampoule fabriquée par l'usine X;
- {\displaystyle \operatorname {E} (L\mid Y)=4000} est la durée de vie espérée d'une ampoule fabriquée par l'usine Y.

Ainsi, chaque ampoule achetée a une durée de vie espérée de 4600 heures, c'est-à-dire qu'on peut s'attendre "en moyenne" à ce qu'elle fonctionne 4600 heures.

## Démonstration

### Dans le cas discret
{\displaystyle {\begin{aligned}\operatorname {E} _{Y}\left(\operatorname {E} _{X\mid Y}(X\mid Y)\right)&{}=\operatorname {E} _{Y}{\Bigg [}\sum _{x}x\cdot \operatorname {P} (X=x\mid Y){\Bigg ]}\\[6pt]&{}=\sum _{y}{\Bigg [}\sum _{x}x\cdot \operatorname {P} (X=x\mid Y=y){\Bigg ]}\cdot \operatorname {P} (Y=y)\\[6pt]&{}=\sum _{y}\sum _{x}x\cdot \operatorname {P} (X=x\mid Y=y)\cdot \operatorname {P} (Y=y)\\[6pt]&{}=\sum _{x}x\sum _{y}\operatorname {P} (X=x\mid Y=y)\cdot \operatorname {P} (Y=y)\\[6pt]&{}=\sum _{x}x\sum _{y}\operatorname {P} (X=x,Y=y)\\[6pt]&{}=\sum _{x}x\cdot \operatorname {P} (X=x)\\[6pt]&{}=\operatorname {E} (X).\end{aligned}}}

### Dans le cas général
Plus formellement, l'énoncé dans le cas général fait appel à un espace probabilisé {\displaystyle (\Omega ,{\mathcal {F}},P)} sur lequel deux sous {\displaystyle \sigma }-tribus {\displaystyle {\mathcal {G}}_{1}\subseteq {\mathcal {G}}_{2}\subseteq {\mathcal {F}}} sont définies. Pour une variable aléatoire {\displaystyle X} sur un tel espace, le théorème de l'espérance totale stipule que
{\displaystyle \operatorname {E} [\operatorname {E} [X\mid {\mathcal {G}}_{2}]\mid {\mathcal {G}}_{1}]=\operatorname {E} [X\mid {\mathcal {G}}_{1}].}
Puisqu'une espérance conditionnelle est une dérivée de Radon–Nikodym, il suffit de vérifier les deux propriétés suivantes pour démontrer le théorème de l'espérance totale.
- {\displaystyle \operatorname {E} [\operatorname {E} [X\mid {\mathcal {G}}_{2}]\mid {\mathcal {G}}_{1}]} est {\displaystyle {\mathcal {G}}_{1}}-mesurable
- {\displaystyle \forall G_{1}\in {\mathcal {G}}_{1},\int _{G_{1}}\operatorname {E} [\operatorname {E} [X\mid {\mathcal {G}}_{2}]\mid {\mathcal {G}}_{1}]dP=\int _{G_{1}}XdP}

La première proposition est vraie d'après la définition de l'espérance conditionnelle, et la seconde est vraie puisque {\displaystyle G_{1}\in {\mathcal {G}}_{1}\subseteq {\mathcal {G}}_{2}} implique que
{\displaystyle \int _{G_{1}}\operatorname {E} [\operatorname {E} [X\mid {\mathcal {G}}_{2}]\mid {\mathcal {G}}_{1}]dP=\int _{G_{1}}\operatorname {E} [X\mid {\mathcal {G}}_{2}]dP=\int _{G_{1}}XdP}
Dans le cas particulier où {\displaystyle {\mathcal {G}}_{1}=\{\emptyset ,\Omega \}} et {\displaystyle {\mathcal {G}}_{2}=\sigma (Y)} le théorème de l'espérance totale peut se résumer à l'énoncé suivant :
{\displaystyle \operatorname {E} [\operatorname {E} [X\mid Y]]=\operatorname {E} [X]}

## À propos de la notation sans indice
En utilisant la notation {\displaystyle \operatorname {E} }, l'ajout d'indices successifs peut rapidement mener à des lourdeurs de notation. Les indices sont donc souvent omis. Dans le cas de d'espérances en cascade (on parlera d'espérances "itérées"), {\displaystyle \operatorname {E} \left(\operatorname {E} (X\mid Y)\right)}  signifie d'ordinaire  {\displaystyle \operatorname {E} _{Y}\left(\operatorname {E} _{X\mid Y}(X\mid Y)\right)}. L'espérance la plus "à l'intérieur" est l'espérance conditionnelle de {\displaystyle X} sachant {\displaystyle Y}, et l'espérance "à l'extérieur" est toujours déduite en fonction de {\displaystyle Y}. Cette convention est notamment utilisée dans l'ensemble de cet article.

## Espérances itérées et ensembles conditionnés imbriqués
La formulation suivante de la loi des espérances itérées joue un rôle important dans de nombreuses modélisations en économie et en finance
{\displaystyle \operatorname {E} (X\mid I_{1})=\operatorname {E} (\operatorname {E} (X\mid I_{2})\mid I_{1})}
où la valeur de I2 est déterminé par celle de I1.
Pour que ce résultat soit plus parlant, imaginons un investisseur qui cherche à prévoir pour une action son prix X (aléatoire), à l'aide d'informations limitées dont il dispose dans l'ensemble I1. La loi des espérances itérées dit que l'investisseur ne pourra jamais se faire une idée plus précise de la prévision de X en conditionnant X par des informations encore plus spécifiques (I2), à condition que ces prévisions plus spécifiques soient elles-mêmes conçues avec l'information initiale (I1).
Cette formulation est souvent appliquée dans un contexte de séries temporelles, où Et désigne l'espérance conditionnelle déduite de l'information observée jusqu'à l'instant t  inclus. Dans des modèles typiques, l'ensemble des informations à l'instant t + 1 contient toutes les informations disponibles jusqu'à l'instant t, ainsi que des informations complémentaires révélées à l'instant t + 1. On peut alors écrire :
{\displaystyle \operatorname {E} _{t}(X)=\operatorname {E} _{t}(\operatorname {E} _{t+1}(X))}